# Borowe-Chrzczany
Borowe-Chrzczany – wieś w Polsce położona w województwie mazowieckim, w powiecie przasnyskim, w gminie Krzynowłoga Mała.
| SIMC    | Nazwa        | Rodzaj |
| ------- | ------------ | ------ |
| 0512154 | Borowe-Gryki | osada  |

W latach 1975–1998 miejscowość administracyjnie należała do województwa ostrołęckiego.